# Антонюк Володимир Петрович
Володимир Петрович Антонюк (нар. 10 травня 1979) — український футболіст, триразовий чемпіон і срібний призер літніх Паралімпійських ігор. Заслужений майстер спорту України.
Займається у секції футболу Хмельницького обласного центру «Інваспорт».

## Державні нагороди
- Повний кавалер ордена «За заслуги»:
  - Орден «За заслуги» I ст. (7 жовтня 2008) — за досягнення високих спортивних результатів на XIII літніх Паралімпійських іграх в Пекіні (Китайська Народна Республіка), виявлені мужність, самовідданість та волю до перемоги, піднесення міжнародного авторитету України[2]
  - Орден «За заслуги» II ст. (19 жовтня 2004) — за досягнення значних спортивних результатів, підготовку чемпіонів та призерів XII літніх Паралімпійських ігор у Афінах, піднесення міжнародного престижу України[3]
  - Орден «За заслуги» III ст. (12 грудня 2003) — за значний особистий внесок у розвиток фізичної культури і спорту серед спортсменів-інвалідів, досягнення високих спортивних результатів, виявлені при цьому мужність, волю і самовідданість[4]
- Орден «За мужність» II ст. (4 жовтня 2016) — За досягнення високих спортивних результатів на XV літніх Паралімпійських іграх 2016 року в місті Ріо-де-Жанейро (Федеративна Республіка Бразилія), виявлені мужність, самовідданість та волю до перемоги, утвердження міжнародного авторитету України[5]
- Орден «За мужність» III ст. (17 вересня 2012) — за досягнення високих спортивних результатів на XIV літніх Паралімпійських іграх у Лондоні, виявлені мужність, самовідданість та волю до перемоги, піднесення міжнародного авторитету України[6]